# 瓦伊代埃尼鄉
45°10′N 23°56′E / 45.167°N 23.933°E
瓦伊代埃尼鄉（羅馬尼亞語：Comuna Vaideeni, Vâlcea），是羅馬尼亞的鄉份，位於該國西南部，由沃爾恰縣負責管轄，處於布加勒斯特以西190公里，每年平均降雨量1,109毫米，海拔高度618米，2002年人口4,185。